# Laze pri Kostelu
Laze pri Kostelu so naselje v Občini Kostel.